# De overloper
De Overloper is een Nederlandse telefilm uit 2012 van Pieter van Rijn en vormt een brug tussen seizoen 5 en 6 van de televisieserie Flikken Maastricht. In de film zijn belangrijke ontwikkelingen uit de serie verwerkt. De film kan echter ook als losstaande film gezien worden zonder dat voorkennis nodig is. De opnames van de film gingen van start in maart 2011 en zijn deels opgenomen tijdens het Maastrichtse carnaval. De film was op 27 januari 2012 te zien op televisie en werd door ruim 1,6 miljoen mensen bekeken.

## Verhaal
De relatie tussen Eva van Dongen en Floris Wolfs komt zwaar onder druk te staan. Wolfs zit in de gevangenis voor het stelen van vier miljoen euro overheidsgeld en Eva probeert hem te vergeten. Echter, Wolfs komt vrij door een vormfout.
Hij sluit zich, in Amsterdam, aan bij de criminele organisatie van Mario Keizer, bij wie hij een aanzienlijke schuld heeft van 50.000. Mario laat Wolfs ontvoeren omdat hij met Mario had afgesproken zijn schuld af te betalen zodra hij buiten stond. Wolfs heeft wel een plan: het beroven van een kunsthandelaar die Oud Hollandse meesters verkoopt tijdens de Tefaf in Maastricht. Wolfs kent de route van de man en weet waar een gat in de beveiliging zit om de bus te overvallen. Daarbij worden Wolfs en Hennie (Mario's rechterhand) geript en Hennie Wolfs ternauwernood het leven redt. Hennie overlijdt echter aan zijn verwondingen.
Eva onderzoekt in Maastricht de overval en heeft al snel door dat dit het werk van Wolfs is, naar wie ze op zoek gaat. Ze komt erachter dat de mannetjes voor Mario werken en besluit Mario te observeren, waarbij ze wordt aangehouden door de rijksrecherche omdat ze door een lopend onderzoek loopt. Eva bluft zich bij een team van de rijksrecherche naar binnen door het winnen van de sympathie van hoofdofficier Peer Walraven, die Super PG ervan weet te overtuigen Eva toe te laten binnen het onderzoek. Het onderzoek gaat over grootschalige corruptie, er worden aan de lopende band vormfouten, etc. in dossiers gevormd zodat betalende criminelen vrijkomen. Aan het team te ontdekken wie het lek is, in het diepste geheim.
Wolfs maakt Mario duidelijk dat hij voor hem wil werken en Mario vraagt hem om bepaalde informatie over Rotterdamse zakenpartners, die Wolfs voor hem regelt. Tijdens een observatie ziet Eva hoe Mario een Hells Angels ontmoet, maar Wolfs heeft haar door en maakt haar duidelijk dat ze beter niet gezien kan worden door Mario omdat ze anders door hem wordt vermoord. Eva vraagt op haar beurt aan Wolfs of hij voor Mario aan het werk is, waarna Wolfs vertrekt. Eva zegt tegen haar collega Hannie dat ze Mario is kwijt geraakt en ze keren huiswaarts.
Mario stelt echter vraagtekens bij Wolfs' bedoelingen en laat hem ophalen, waarna hij hem vraagt waarom Wolfs hem volgde. Wolfs zegt dat hij degene volgde die hem volgde want daar heeft Mario hem voor ingehuurd en Wolfs maakt hem duidelijk dat hij de belangstelling heeft van een speciaal team. Mario zegt hem dat hij diezelfde avond om 22.00 bij hem moet komen om afluisterapparatuur en camera's op te halen, hij wil weten wat dat team van hem weet. Wolfs maakt Mario duidelijk dat het gekke werk is en komt die avond niet opdagen, waarna Mario hem laat ontvoeren en Wolfs martelt om erachter te komen voor wie hij werkt.
Eva krijgt een speciale band met Peer, wie ze in vertrouwen verteld dat Wolfs haar heeft gezien. En ze stuit op een aantal zaken in Maastricht die door het lek mogelijk eveneens zijn getorpedeerd, maar de leider van het onderzoek, Albert Raes, zegt Eva om Hannie te vragen "of zij iets nuttigs voor haar weet". Ze zoekt Peer thuis op met de dossiers en ontdekt dat Peer een stichting heeft voor het behoud van industrieel erfgoed, tijdens een samenkomst van de stichting bij hem thuis, waarbij een aantal witteboordencriminelen opduiken. Peer zegt tegen Eva dat deze een onderzoek naar hun financiële handel en wandel tegemoet kunnen zien komen. Eva wil die avond weer naar hotel, maar de vonk slaat over en zij en Peer zoenen elkaar, waarna Eva bij hem blijft slapen.
Wolfs wordt de volgende dag wakker in de loods van Mario, een kist komt de loods binnenrijden met de bedoeling hem hierin op te sluiten, Mario wil Wolfs op zee Kielhalen omdat hij doorheeft dat Wolfs hem belazert. Wolfs gaat echter het gevecht aan met een van Mario's handlangers en weet aan de dood te ontkomen. Deze handlangers wordt die dag gevonden in de kist, niet Wolfs.
Wolfs rijdt door naar de haven, hij heeft een briefje achtergelaten voor het lek dat Mario van zijn informatie voorziet om hem te ontmoeten in de haven. Wolfs komt aan in de haven, waar het lek, een justitie ambtenaar die Eva eerder zag bij Super PG Winnies, wordt doodgeschoten. Eva is getuige en ziet dat Wolfs het lek heeft doodgeschoten, hij weet te ontkomen. Wolfs zoekt contact met een onbekende en zegt iemand het lek heeft doodgeschoten. Eva kan het nog nauwelijks bevatten dat Wolfs, die ze zo vertrouwde en zo goed dacht te kennen dit heeft gedaan.
Wolfs komt aan in een oude, afgelegen, fabriek waar Peer opduikt. Peer maakt Wolfs duidelijk dat zijn werk er op zit en hij krijgt een wapen in handen, waarop Hannie opduikt en het vuur op Wolfs opent, die net weet te ontkomen.
Hannie achtervolgt Wolfs, die net aan Hannie weet te ontsnappen. Hannie dumpt het wapen dat Wolfs eerder in handen gedrukt kreeg door Peer in zijn auto, het blijkt het wapen te zijn waarmee Charles (het lek) is vermoord. Eva kan het nu al helemaal niet meer bevatten. Peer nodigt haar uit om bij hem te komen.
Peer komt thuis aan en gaat zijn huis binnen, Wolfs ziet hem binnenkomen (vanaf de overkant) en wil naar het huis lopen als er een auto aankomt rijden en Wolfs zich verstopt. Eva zit erin en wil uitstappen als Wolfs plots naast haar zit en haar wapen afpakt om ervoor te zorgen dat Eva naar hem luistert. Eva is kwaad en vertrouwt hem niet meer. Wolfs vertelt Eva dat hij undercover is in het diepste geheim, onder de minister, met Peer al tussenpersoon. Hij moest het lek dat Mario voorziet van informatie ontmaskeren. De 4 miljoen die Wolfs had gestolen had hij overgedragen aan Peer, omdat hij op die manier een omstreden politieman zou worden en dus voor Mario een geloofwaardige overloper. Eva gelooft het niet, waarna Wolfs kwaad vertrekt. Echter kan Eva er niet van slapen en gaat, terwijl Peer slaapt, op zoek naar zijn telefoon en ze belt Wolfs ermee. Ze vertelt hem dat de minister de volgende dag het carnaval opent in Maastricht, maar hangt plots op als Peer naar beneden komt, hij heeft niks door.
De volgende ochtend echter ruimt Peer de woonkamer op en vindt zijn telefoon op de bank (waar Eva hem had achtergelaten) en luistert zijn laatste gesprekken terug, hoort Eva die Wolfs vertelt over de minister die het carnaval opent. Peer pakt daarna de telefoon op en belt Hannie, zegt haar wat Wolfs en Eva van plan zijn met de boodschap erbij dat Wolfs het niet moet overleven. Eva hoort dit, maar laat dat niet aan Peer merken.
Eva reist terug naar Maastricht, en zoekt tussen de carnavallende menigte naar Wolfs, die met een masker rondloopt, op zoek naar de minister. Deze is echter goed beveiligd, maar Wolfs ontdekt een beveiliger die naar de wc gaat en volgt deze. Eva ziet niet veel later Wolfs in het pak van de beveiliger de deur openhouden van de auto van de minister. En de auto rijdt naar het afgelegen huis van de minister op de Sint-Pietersberg. Hier ziet Wolfs kans om de minister te spreken over de operatie, de minister veronderstelt echter dat Wolfs dronken is en roept de beveiliging erbij, waarbij Wolfs zijn kans ziet te vluchten via de tuin. In de heuvels boven de tuin staat Hannie die direct het vuur opent op Wolfs. Wolfs vlucht en Eva rijdt hem tegemoet, alwaar Hannie opnieuw het vuur op hem opent. Wolfs stapt in en Eva rijdt direct weg. Wolfs heeft meteen door dat het Hannie was, maar hij heeft geen idee waarom Peer hem dood wil hebben. Eva wel: de witteboordencriminelen bij Peer thuis hebben fraudezaken afgekocht bij Peer die ze voor de rechter liet sneuvelen door het creëren van vormfouten. Hij kon ongestoord zijn gang gaan totdat Charles hetzelfde begon te doen en het onderzoek werd gestart. Peer luist Wolfs erin door Hannie Charles te laten vermoorden, waarmee het onderzoek wordt afgesloten. En geen haan die er meer naar zou gaan kraaien, als Wolfs dood is. Maar dat is niet zo. Eva en Wolfs worden achtervolgd door Hannie, over een kronkelende weg, die vanaf haar motor het vuur opent, Eva moet echter alle zeilen bijzetten niet te verongelukken. Niet veel later rijdt Hannie naast ze en legt ze aan, wil Eva en Wolfs vanaf de zijkant van het portier liquideren, maar ze wordt geschept door een tegenligger, vliegt over de kop en belandt dodelijk op de grond.
Met het lijk van Hannie op de achterbank reizen Eva en Wolfs terug naar Amsterdam, ze vertrouwen elkaar weer en hebben een plan. Ze parkeren op het parkeerdek waar Peer vanaf zijn kamer uitzicht op heeft. Wolfs gaat buiten de auto staan, terwijl Eva voorin haar auto zit met Hannie's lijk naast haar, Peer heeft niet door dat ze dood is. Wolfs belt Peer en zegt dat hij een ondertekende verklaring wil waarin staat dat hij heeft gehandeld in opdracht van het OM, Openbaar Ministerie (Nederland), en dat Hannie overstag is en een verklaring heeft afgelegd, diezelfde avond in de oude fabriek zullen ze elkaar ontmoeten. Peer zegt toe dit te regelen, waarna Eva en Wolfs vertrekken. Peer beseft echter dat hij een groot probleem heeft.
Peer bezoekt Mario's poolcafé en zegt te weten waar Wolfs is. Mario wordt erbij gehaald en kijkt vreemd op: "ik weet niet wie of wat jij bent". Peer maakt hem duidelijk een vriend te zijn van Charles en dat Wolfs hem heeft vermoord, hij maakt ook duidelijk dat hij weet dat Charles en Mario vrienden waren en dat Charles voor hem werkte. Mario doet alsof zijn neus bloedt maar Peer zegt hem wraak te willen en dat hij weet waar Wolfs opduikt die avond. Mario vertrouwt Peer niet meteen, en Peer zegt hem toe dat hij kan doen wat Charles voor hem deed, "maar dan veel beter".
Wolfs loopt de oude fabriek binnen en roept Peer, echter duikt Mario op met een handlanger, die Wolfs direct een wapen in zijn nek steekt. Wolfs ziet vervolgens Peer de trap afkomen die zegt: "ik kon het niet laten om te zien hoe jij aan je einde zal komen, Wolfs". Mario en Peer vragen Wolfs waar Hannie is, want die zouden zij meebrengen, Wolfs doet alsof hij het niet weet. En Peer belt Eva en zegt hem dat het duidelijk is dat zij zich niet aan haar afspraak houdt, maar: "misschien word je een stuk gehoorzamer als ik je vertel dat Mario op het punt staat Wolfs dood te schieten". Eva loopt dan achter Peer uit het donker het licht in en zegt: "en denk je dat je daarmee wegkomt"? Peer vraagt waar Hannie is waarop Eva zegt dat ze is verongelukt met de motor. Hierna slaat de sfeer 360 graden om. Wolfs vraagt aan Mario: "heeft hij je ook verteld dat ie Charles heeft vermoord?", waarop Mario zeer kwaad wordt. Eva zegt dat Peer Charles heeft vermoord omdat hij hem: "voor de voeten liep". Hij vraagt Peer of dit waar is, waarop Peer zegt: "En? Ik heb je niet ingehuurd om vragen te stellen. Maak iedereen af. Iedereen!". Peer loopt de fabriek uit, maar Mario's wapen gaat zijn kant op en hij schiet Peer neer, hierop volgend stormt een AT (arrestatie-team) de fabriek binnen. Mario en zijn handlanger worden aangehouden. Buiten duikt super PG Winnies op, aan wie Eva een opname overhandigt, ze heeft alles wat ze zojuist gezegd hebben opgenomen. Winnies zegt ze de volgende ochtend te willen spreken op kantoor en vertrekt. Het AT komt de fabriek uit, met Peer. Wolfs en Eva beseffen dat Peer een kogelwerend vest droeg. Wolfs zegt tegen Peer: "ben benieuwd hoe 't jou bevalt in de gevangenis, hoofdofficier". Peer lacht Wolfs uit en zegt: "je weet nog steeds niet hoe 't werkt, he", waarop de kwade Wolfs hem knock-out slaat.
De volgende ochtend verschijnen Eva en Wolfs op het kantoor van Winnies. Winnies overhandigt Wolfs papieren waarin staat dat hij volledig gerehabiliteerd en weer aan het werk kan. Eva en Wolfs vragen hem of ze niet nog een verklaring moeten afleggen, waarop Winnies zegt dat ze genoeg hebben gedaan. Eva en Wolfs beseffen dat de zaak de doofpot ingaat en Winnies ontkent het bestaan van de eerder overhandigde opname waarop Peer zegt Charles te hebben vermoord. Eva vraagt daarop waar Peer is, en Winnies zegt haar dat Peer is omgekomen bij een auto ongeluk. Eva en Wolfs beseffen dat dit door het OM in scene is gezet, dat zij Peer uit de weg hebben geruimd om het imago van het OM te waarborgen. Winnies zegt ze dat ze "het belang van het OM voor ogen moeten houden". Waarop Wolfs zegt dat hij niet van plan is zijn mond te houden, hij heeft zijn leven op het spel gezet voor het OM. Winnies zegt dat hij in dat geval terug naar de gevangenis moet voor het vermoorden van Charles. Wolfs vliegt Winnies bijna aan, Eva weet dit net te voorkomen en Wolfs vertrekt kwaad. Winnies maakt duidelijk dat ze beter terug naar Maastricht kunnen en de zaak moeten laten rusten.
Eva duikt daarna op bij het leeghalen van de loods van Mario waarbij de rest van zijn handlangers worden opgepakt. Ze loopt terug naar haar auto als Wolfs naast haar stopt, op zijn motor. Eva vraagt hem wat hij nu gaat, waarop Wolfs zegt dat hij moet nadenken over wat hij wil en hij lijkt weg te rijden, maar stopt nog even en kust Eva, waarna hij wegrijdt op zijn motor en de film eindigt.

## Rolverdeling
| Acteur                 | Personage             | Functie                                            |
| ---------------------- | --------------------- | -------------------------------------------------- |
| Victor Reinier         | Floris Wolfs          | Undercover Rechercheur ("Corrupte Ex-Rechercheur") |
| Angela Schijf          | Eva van Dongen        | Rechercheur/Rijksrechercheur                       |
| Thom Hoffman           | Mario Keizer          | Drugscrimineel                                     |
| Jeroen Spitzenberger   | Peer Walraven         | Corrupte Hoofdofficier                             |
| Halina Reijn           | Hannie de Groot       | Corrupte Rijksrechercheur                          |
| Hans Croiset           | Arthur Winnies        | Super-Procureur-generaal (Hoogste Baas OM)         |
| Titus Tiel Groenestege | Albert Raes           | Justitie Ambtenaar                                 |
| Wim van der Grijn      | Minister Wijnants     | Minister van Justitie                              |
| Han Römer              | Charles               | Corrupte Justitie Ambtenaar                        |
| Paul R. Kooij          | Hennie                | Rechterhand Mario                                  |
| Matteo van der Grijn   | Dolf                  | Handlanger Mario, Ripper                           |
| Steve Hooi             | Robert                | Handlanger Mario                                   |
| Abdullah El Baoudi     | Ibi                   | Handlanger Mario                                   |
| Erik de Vries (acteur) | Officier van Justitie |                                                    |
| Jan-Hein Kuijpers      | Advocaat              | Advocaat van Wolfs                                 |
| Doris Baaten           | Rechter               |                                                    |

## Filmlocaties
- Rechtbank en het Ministerie van Justitie (Kantoor Winnies): Provinciehuis Zuid-Holland, Zuid Hollandlaan 1, Den Haag
- Huis Peer Walraven: Spaarnelaan 9, Haarlem
- Carnaval: Markt (Maastricht), Maastricht
- Buitenhuis Winnies: Slavante 1, Maastricht
- Loods Mario: Ymuiden Stores Holland bv, Trawlerkade 44, IJmuiden (inmiddels gesloten)
- Locatie Team: Holland Casino Amsterdam West, La Guardiaweg 61, Amsterdam
- Prullenbak (Briefjes): Surinameplein, Amsterdam
- Huis van Bewaring (Gevangenisscenes): PI Havenstraat, Havenstraat 6, Amsterdam (inmiddels gesloten)
- Metrostation: Metrostation Wibautstraat, Wibautstraat, Amsterdam
- Moord op Charles: TMA Logistics, Ruigoordweg 100, Amsterdam
- Aanlegsteiger: 52.456999, 4.586632
- Landingsbaan (Aankomst Schilderijen): Maastricht Aachen Airport, Vliegveldweg 90, Maastricht-Airport
- Overval op Kunstwagen: Sint Gerardusweg, Maastricht
- Ziekenhuis: UMC Maastricht, P. Debyelaan 25, Maastricht
- Achtervolging & Motorongeluk: (Hannie, Eva & Wolfs) Rue du Garage, Wezet, Pont de Lanaye, Rue du Garage & Pl. du Roi Albert, Brug bij de Kanne, Wezet en Maasboulevard, Maastricht (Motorongeluk Hannie)
- Pension: Linden Hotel, Lindengracht 251, Amsterdam
- Station: Station Maastricht, Stationsplein, Maastricht
- Poolcafé: Plan B, Overtoom 209, Amsterdam
- Oude Fabriek (Ontmoetingen Wolfs en Peer): SugarCity, SugarCity Ring, Halfweg

## Trivia
- Het nummer Signal van Anna Verhoeven wordt gebruikt aan het einde van de film.
- In de film komt ook het nummer Welcome to the Jungle voor.
- De carnavalsscenes op de Markt zijn ook daadwerkelijk opgenomen tijdens de Carnaval in Maastricht (November 2011).